# Aage Myhrvold
Aage Myhrvold (29 de setembro de 1918 — 16 de junho de 1987) foi um ciclista norueguês. Nos Jogos Olímpicos de Verão de 1948 em Londres, competiu representando a Noruega em duas provas de ciclismo de estrada. Foi campeão norueguês no contrarrelógio em 1939, 1940, 1946, 1947, 1949, 1952 e 1953.